# Simplocaria jugicola
Simplocaria jugicola là một loài bọ cánh cứng trong họ Byrrhidae. Loài này được Baudi miêu tả khoa học năm 1889.